# Contrôleur général de la République (Venezuela)
Pour les articles homonymes, voir Contrôleur général de la République.
Le Contrôleur général de la République (en espagnol : Contraloría General de la República) est l'entité chargée de veiller à la transparence de l'administration du patrimoine public de l'État vénézuélien. Avec le ministère public et le Défenseur du peuple, elle forme la branche du Pouvoir citoyen (créée par la Constitution de 1999 et s'ajoutant aux branches législative, exécutive, judiciaire et électorale).
Tous les organes et entités du pouvoir public sont soumis au contrôle et à la surveillance de la Contraloria. Celle-ci est sous l'autorité du Contralor General de la República, élu par l'Assemblée nationale constituante.
La Contrôleur général de la Nation a été créé par la loi organique des finances nationales (en espagnol : Ley orgánica de la Hacienda Nacional) en 1938. En 1947, il a acquis rang constitutionnel et en 1961 elle a été rebaptisée Contrôleur général de la République.